# Myoxanthus neillii
Myoxanthus neillii là một loài thực vật có hoa trong họ Lan. Loài này được Luer & Dodson mô tả khoa học đầu tiên năm 1992.